# Boleslao el Piadoso
Boleslao el Piadoso (en polaco: Bolesław Pobożny; * (Polonia), 1224/27-Kalisz, 14 de abril de 1279) fue duque de Gran Polonia (1239-1247), duque de Kalisz (1247-1249), duque de Gniezno (1249-1250), duque de Gniezno-Kalisz (1253-1257) y eventualmente duque de toda Gran Polonia y Poznań (1257-1273). Según algunos historiadores, entre 1239 y 1241 fue también duque de Ujście.
Además fue en 1261 gobernador de Ląd, regente de los ducados de Mazovia, Płock y Czersk entre 1262 y 1264, gobernador de Bydgoszcz (1268-1273), duque de Inowrocław (1271-1273, en sus últimos años como duque de Gran Polonia y Poznán), y duque de Gniezno-Kalisz desde 1273 hasta su muerte. Es considerado el dirigente de la nación polaca durante su época, en la que Polonia carecía de un rey (teniendo la consideración de monarca en la percepción nacional).

## Biografía
Fue el segundo hijo de Vladislao Odonic, duque de Gran Polonia con su esposa Eduviges, que probablemente fue la hija del duque Mestwin I de Pomerania, o un miembro de la dinastía de los Přemyslidas. Su nombre fue muy popular en la dinastía de los Piastas, pero lo que no se sabe exactamente es quién le nombró. Muy pronto Boleslao recibió el apodo de «el Piadoso» (en latín: Pius), dado a él durante su vida por la Crónica del Capítulo de Poznań. Fue el arquitecto del Estatuto de Kalisz, de 1264, que otorgó la libertad e igualdad de condiciones a los judíos en sus territorios.

## Matrimonio e hijos
En 1258 Boleslao se casó con Yolanda (1244–16/17 de junio después de 1304), hija del rey Bela IV de Hungría. Tuvieron tres hijas:
1. Isabel (1261/63-septiembre de 1304), casada en 1273 con Enrique V, duque de Legnica.
2. Eduviges (1270/75-10 de diciembre de 1339), casada en enero de 1293 con Vladislao I, duque de Cuyavia y desde 1320 rey de Polonia.
3. Ana (1276/78-antes de 1300), monja en Gniezno.

Después de morir sin herederos varones, el ducado de la Gran Polonia pasó a su único sobrino Premislao II. Coronado rey de Polonia en 1295, fue asesinado al año siguiente. Con su muerte, la rama Piasta de la Gran Polonia quedó extinguida.